# Matt Walker (ciclista)
Matt Walker (25 de mayo de 1999) es un deportista británico que compite en ciclismo de montaña en la disciplina de descenso. Ganó una medalla de plata en el Campeonato Europeo de Ciclismo de Montaña de 2024.

## Medallero internacional
| Campeonato Europeo | Campeonato Europeo | Campeonato Europeo | Campeonato Europeo |
| Año                | Lugar              | Medalla            | Competición        |
| ------------------ | ------------------ | ------------------ | ------------------ |
| 2024               | Champéry (Suiza)   | Medalla de plata   | Descenso           |